# British International Studies Association
L'Associació Britànica d'Estudis Internacionals, més coneguda pel seu nom oficial en anglès British International Studies Association (BISA) és una societat erudita que promou l'estudi de les relacions internacionals i temes relacionats mitjançant l'ensenyament, la investigació i la facilitació del contacte entre acadèmics.
El gener de 1974 es va celebrar una reunió inaugural a la 14a Conferència Bailey sobre Estudis Internacionals a la Universitat de Surrey, i en aquell moment, es va acordar un projecte de constitució provisional. El comitè executiu interí estava format per Alastair Francis Buchan (president), RJ Jones (secretari), Susan Strange (tresorera), PA Reynolds, G Goodwin, D Wrightman, CM Mason, T Taylor, A James i J Spence.
BISA compta amb una comunitat internacional de més de 1.500 membres, amb més de 80 països representats. El president és Mark Webber (Universitat de Birmingham). Va succeir a Richard Whitman (Universitat de Kent), que va exercir de president fins al 2015. L'oficina nacional té la seu a la Universitat de Birmingham.
BISA és una societat membre de l'Acadèmia de Ciències Socials (Academy of Social Sciences).